# Distritos de Suiza
El distrito es una subdivisión territorial de Suiza que existe en la mayoría de los cantones. Los distritos existen en 16 de los 26 cantones. Dada la estructura federalista de Suiza, su papel puede variar de uno a otro cantón. En contraste con los estados organizados centristamente, en la Suiza constituida federalmente, cada cantón es libre de decidir su propia organización interna. Por lo tanto existe una variedad de estructuras y terminología para las entidades subnacionales entre el cantón y los municipios, llamados de manera amplia como distritos, esto es, distritos de administración urbana.
La mayor parte de los cantones están divididos en Bezirke (palabra alemana que significa "distrito"). También se los llama Ämter (Lucerna), Amtsbezirke (Berna), district (en francés) o distretto (Ticino y, antiguamente, parte de los Grisones); desde 2017, el Cantón de los Grisones se subdivide en Regionen ("regiones"). El Bezirk generalmente proporciona sobre organización administrativa y judicial. Sin embargo, por razones históricas los distritos en cantones como los Grisones o Schwyz son su propia entidad legal con jurisdicción en materia fiscal y a menudo tienen su propio Landsgemeinde.
Ocho de los 26 cantones – Uri, Obwalden, Nidwalden, Glarus, Zug, Appenzell Rodas Interiores, la Ciudad de Basilea y Ginebra – han existido siempre sin el nivel de gobierno de distrito.
Otra serie de cantones han prescindido del nivel de distrito recientemente, Appenzell Rodas Exteriores en 1995, Schaffhausen en 1999, San Galo en 2003 y Lucerna en 2007.
Otra serie de cantones están considerando (o ya han decidido) la abolición del nivel de distrito en su futuro: Schwyz en 2006 votó por su abolición, pero votó a favor de mantener la división. Berna en 2006 decidió una reducción de sus 26 distritos en cinco regiones administrativas.
Vaud decidió una reducción de 19 a 10 distritos. Valais está planeando una reducción similar y en Thurgau, se está debatiendo una reducción de ocho a cuatro distritos.